# Strada Armenească din Chișinău

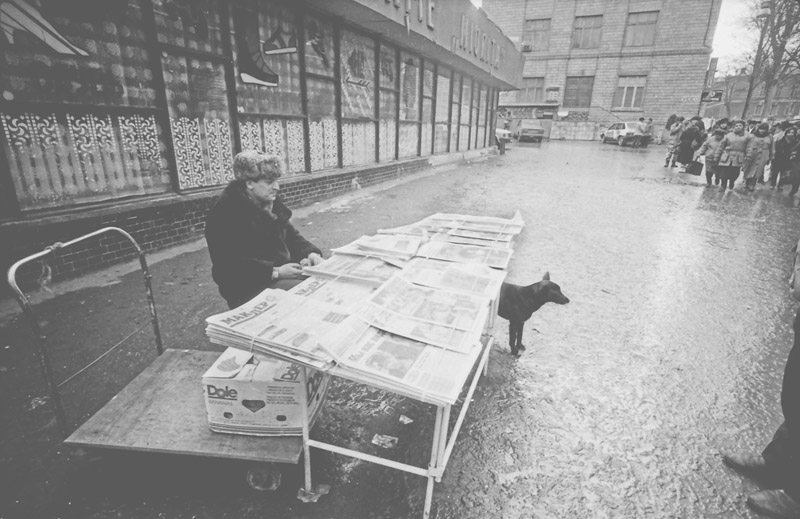
Ambianța adiacentă străzii la sf. anilor '90.

Strada Armenească (în secolul al XIX-lea și între anii 1918-1924 – str. Cetatea Albă; în 1924-1940 – str. Mareșal Pietro Badoglio) este o stradă din centrul istoric al Chișinăului. 
De-a lungul străzii sunt amplasate o serie de monumente de arhitectură și istorie (Casa de raport, nr. 4, Casa de raport, nr. 24, Casa de raport, nr. 61, Casa de raport, nr. 96, etc), precum și clădiri administrative (oficiul central al BC Moldindconbank, oficiul Cadastral teritorial Chișinău, Procuratura Municipiului Chișinău, etc). 
Strada începe de la intersecția cu str. Alexei Mateevici, intersectând alte 13 artere (inclusiv Bulevardul Ștefan cel Mare și Sfânt) și încheindu-se cu str. Cojocarilor. Piața Centrală din Chișinău este și ea adiacentă străzii respective.
La capătul de sus al străzii se află Cimitirul Armenesc (numit și „Cimitirul Central” din Chișinău).

## Legături externe
- Strada Armenească din Chișinău la wikimapia.org
- Imagini cu strada respectivă